# Cantone di Arc-en-Barrois
Il Cantone di Arc-en-Barrois era una divisione amministrativa dell'Arrondissement di Chaumont.
A seguito della riforma approvata con decreto del 17 febbraio 2014, che ha avuto attuazione dopo le elezioni dipartimentali del 2015, è stato soppresso.

## Composizione
Comprendeva 10 comuni:
- Arc-en-Barrois
- Aubepierre-sur-Aube
- Bugnières
- Coupray
- Cour-l'Évêque
- Dancevoir
- Giey-sur-Aujon
- Leffonds
- Richebourg
- Villiers-sur-Suize